# Glenhest
Glenhest is een plaats in het Ierse graafschap Mayo.